# سيكسيه ماسرا
سيكسيه ماسرا (من مواليد 30 أغسطس 1983)، هو اقتصادي وسياسي تشادي. بعد أن عمل سابقًا في البنك الأفريقي للتنمية، أسس في عام 2018 حزبًا سياسيًا يدعى «المحولون» كان جزءًا من المعارضة ضد الرئيس السابق لتشاد، إدريس ديبي، ومجلس الأمن العسكري الانتقالي بعد وفاة ديبي في عام 2021. عاش مسرا منفيًا في الولايات المتحدة منذ احتجاجات 2022 التشادية، رغم أنه أعلن في عام 2023 نيته العودة قبل الاستفتاء الدستوري لعام 2023. وفي 1 يناير 2024، عُين سيكسيه ماسرا رئيسًا لوزراء تشاد.

## النشأة والمسيرة
ولد ماسرا في تشاد في 30 آب / أغسطس 1983، وتلقى تعليمه في تشاد والكاميرون وفرنسا. بعد دراسته للاقتصاد، بدأ مسرا العمل في البنك الأفريقي للتنمية، وأصبح كبير الاقتصاديين قبل استقالته عام 2018 للبدء في مسيرته السياسية.

## الحياة السياسية
في 29 أبريل 2018، أسس ماسرا حزب المحولين، وهو حزب سياسي وحركة معارضة. صرح ماسرا بعزمه على جمع التشاديين «من الخارج ومن الداخل» وتحويل البلاد إلى ديمقراطية اجتماعية.
كان ماسرا من أبرز منتقدي إدريس ديبي، الذي شغل منصب رئيس تشاد منذ عام 1990 حتى مقتله عام 2021، الذي وصفت بعض وسائل الإعلام الدولية نظام حكمه بأنه استبدادي وغير ديمقراطي وفاسد.

### الانتخابات الرئاسية 2021
في نوفمبر 2020، أعلن ديبي نيته الترشح لانتخابات الرئاسة عام 2021، لفترة ولاية سادسة على التوالي. اعترض ماسرا علنًا على ترشح ديبي، مستشهدًا بدستور تشاد لعام 2018، والذي ينص على أن مدة الولاية الرئاسية ستكون ست سنوات ولا يمكن تجديدها إلا مرة واحدة. تقدم ماسرا بعد ذلك بطلب ترشحه كمرشح؛ رفضت اللجنة الانتخابية الوطنية المستقلة طلبه، مشيرة إلى أن حزب المحولين لم يُسجل رسميًا. بعد ذلك، شارك ماسرا في احتجاجات قمعتها القوات التشادية بعنف، ما أدى إلى لجوء مسرا إلى سفارة الولايات المتحدة في نجامينا لمدة ستة أيام خوفًا على سلامته.
في 16 مارس 2021، التقى ماسرا بديبي ودعاه لتأجيل الانتخابات لإجراء حوار وطني شامل بين ديبي وحزبه والحركة الوطنية للإنقاذ وباقي أحزاب المعارضة. رفض ديبي التأجيل وفاز بالانتخابات بنسبة 79.32٪ من الأصوات؛ وصفت صحيفة Le Monde الانتخابات بأنها «غير شرعية» بسبب المخالفات الواسعة النطاق.

### وفاة ديبي وتأسيس المجلس العسكري الانتقالي
في 20 أبريل 2021، تم الإعلان عن وفاة إدريس دبي رئيس تشاد ذلك الوقت علنًا، حيث ذكر متحدث باسم الجيش أنه توفي متأثرًا بجروح ناجمة عن طلقات نارية أثناء قيادته للجيش الوطني التشادي ضد متمردي جبهة التغيير والوفاق في تشاد بالقرب من نوكو، كجزء من هجوم شمال تشاد. في نفس اليوم، تم حل الحكومة ودستور تشاد، وتم الإعلان عن المجلس العسكري الانتقالي، وهو مجلس عسكري بقيادة نجل ديبي، محمد ديبي. ووصف ماسرا حل الحكومة بأنه "انقلاب"، ودعا إلى إنهاء نظام ديبي والمحسوبية المرتبطة به، والتحول نحو الديمقراطية.
وفي مايو 2022، اندلعت احتجاجات في نجامينا ضد وجود القوات الفرنسية في البلاد؛ واتهمت فرنسا، المستعمر السابق لتشاد، بدعم المجلس العسكري الانتقالي. وقد دعمت حزب المتحولون، إلى جانب مجموعة المجتمع المدني واكيت تاما، الاحتجاجات التي قمعتها الحكومة، مما أدى إلى مقتل ما لا يقل عن ١٢ شخصًا.

### احتجاجات سبتمبر 2022
بعد أن أعلن المجلس العسكري الانتقالي عن نيته الدخول في حوار مع جماعات المعارضة، وضع كل من «مسارا» و«المتحولون»، إلى جانب واكيت تاما، مجموعة من الشروط المسبقة التي يجب الاتفاق عليها قبل إجراء أي حوار. وتضمنت هذه الضمانات إجراء استفتاء على أي دستور جديد؛ وأن أفراد الجيش لن يترشحوا للانتخابات الرئاسية المقبلة؛ وأنه سيكون هناك فصل واضح بين الحكومة والجيش. بحلول أغسطس 2022، أعلن كل من حزب المتحولون وواكيت تاما أنهما لن يشاركا في الحوار المقرر إجراؤه في الشهر التالي؛ وذكر ماسرا أنه يعتقد أنه يمكن بسهولة إلغاء الشروط المسبقة من قبل المجلس العسكري الانتقالي.
في 1 سبتمبر 2022، نظم ماسرا مظاهرات في نجامينا احتجاجًا على بدء الحوار بين المجلس العسكري الانتقالي وجماعات المعارضة. وتم بعد ذلك اعتقال 91 ناشطاً بتهمة "الإخلال بالنظام العام" وعدم الالتزام بالقوانين المتعلقة بالمظاهرات على الطرق العامة؛ فر العديد من النشطاء إلى مقر حزب المتحولون، الذي حاصرته الشرطة فيما بعد. وأدت المزيد من المظاهرات ضد حصار «حزب المتحولون» إلى اعتقال ما لا يقل عن 200 ناشط آخر، مما دفع الكنيسة الكاثوليكية في تشاد إلى الانسحاب من الحوار مع المجلس العسكري الانتقالي، مع تهديد العديد من المنظمات الأخرى بالانسحاب إذا لم يتم رفع الحصار. وتم إطلاق سراح النشطاء بعد عدة أيام عقب تدخل الدبلوماسي البوركينابي جبريل باسولي.

### سبتمبر 2022 استدعاء المحكمة
في خطاب ألقاه خلال الاحتجاجات، قال ماسرا للتشاديين "أن يتوقعوا الأسوأ". وتم استدعاؤه بعد ذلك للمثول أمام المحكمة رداً على أقواله. وفي رحلته إلى المحكمة، رافقه أكثر من ألف ناشط قامت الشرطة بتفريقهم؛ وتم اعتقال ما يقدر بنحو 300 ناشط، وإصابة حوالي 1000 آخرين. وتعرضت تصرفات المجلس العسكري لانتقادات من قبل الاتحاد الدولي لحقوق الإنسان والاتحاد الأفريقي والاتحاد الأوروبي، وحكومات الولايات المتحدة وألمانيا وفرنسا، وحزب إدريس ديبي، حركة الإنقاذ الوطنية. ورداً على الاحتجاجات الدولية، تم إلغاء استدعاء ماسرا للمحكمة.

### احتجاجات أكتوبر 2022 والمنفى
في أكتوبر 2022، اندلعت الاحتجاجات في جميع أنحاء تشاد بعد أن أعلن ديبي علنًا عن نيته تمديد حكمه لمدة عامين آخرين، بدلاً من نقل السلطة إلى حكومة مدنية كما وعد في الأصل. وأدى رد المجلس العسكري العنيف على الاحتجاجات إلى مقتل ما لا يقل عن 50 متظاهرا؛ وقدر ماسرا أن العدد لا يقل عن 70 شخصًا، وأن أكثر من ألف تعرضوا للتعذيب أو الإصابة. وفي أعقاب الاحتجاجات، اختبأ ماسرا وهرب بعد ذلك إلى الكاميرون قبل أن يستقر في الولايات المتحدة. في غيابه، تم تعليق تسجيل حزب المتحولون من قبل مجلس العسكري الانتقالي، قبل إعادته في يناير 2023.

### العودة المتوقعة إلى تشاد عام 2023
في 11 أغسطس 2023، أعلن ماسرا عن نيته العودة إلى تشاد بحلول 18 أكتوبر 2023، قبل الاستفتاء الدستوري لعام 2023. وكشفت منشورات لاحقة على وسائل التواصل الاجتماعي أن محكمة الاستئناف في نجامينا أصدرت مذكرة اعتقال دولية لم تكن معروفة من قبل ضد ماسرا في يونيو/حزيران 2023، واتهمته بـ "التحريض على الكراهية والتمرد" ومحاولة "تقويض النظام الدستوري". ذكرت هيومن رايتس ووتش أن تهديد الحكومة الانتقالية التشادية لزعيم معارضة منفي بالاعتقال يدل على أن "الحريات الأساسية لا تزال معرضة للخطر الشديد" في البلاد قبل الاستفتاء.
في 16 أكتوبر 2023، أعلن ماسرا تأجيل عودته إلى تشاد، مشيراً إلى "التهديدات المتزايدة" من المجلس العسكري الانتقالي. في 31 أكتوبر 2023، وقع ماسرا والحكومة التشادية اتفاقًا بوساطة المجموعة الاقتصادية لدول وسط إفريقيا يسمح لماسرا بالعودة إلى تشاد بعد منح عفو له ولغيره من المتظاهرين. وانتقد بعض أعضاء المعارضة ماسرا لتوقيعه الاتفاق، واتهموه بإعفاء الحكومة من مساءلتهم عن تعاملهم مع الاحتجاجات. في 1 يناير 2024، تم تعيين سيكسيه ماسرا رئيسًا لوزراء تشاد.

### الانتخابات الرئاسية عام 2024
وفي 3 مارس 2024، أعلن مسرة ترشحه للانتخابات الرئاسية التي كانت مقررة في 6 مايو  وترشح ماسرا كرئيس لحزب المتحولون، ووافقت المحكمة الدستورية في 10 مارس/آذار 2024 على ترشيحه، أعلن قبوله ترشيح حزبه له للانتخابات الرئاسية. في 9 مايو/أيار، أعلنت الوكالة الوطنية لإدارة الانتخابات فوز الرئيس الانتقالي محمد ديبي بالانتخابات الرئاسية. وبحسب الوكالة، حصل ديبي على 61.3% من الأصوات بينما حصل مسارا على 18.53%.
في 22 مايو، قدم مسرة استقالته من منصب رئيس الوزراء وكذلك الحكومة الانتقالية بعد تأكيد فوز محمد ديبي بالانتخابات الرئاسية.